# 江崎禎英
江崎 禎英（えさき よしひで、1964年〈昭和39年〉11月27日 - ）は、日本の政治家。岐阜県知事（公選第21代）。元通産・経産官僚、内閣府大臣官房審議官。退官後、社会政策課題研究所所長。

## 来歴
岐阜県山県郡美山町（現在の山県市美山町）出身。1989年、東京大学教養学部教養学科第三（国際関係論専攻）卒業。同年、通商産業省入省。通商政策局に配属され、日米通商問題を担当した。出向先の大蔵省においては金融制度改革に携わった。
1996年、イギリスのサセックス大学大学院に留学。その後、欧州連合に勤務。帰国後、個人情報保護法の立案に携わる。資源エネルギー庁エネルギー政策企画室長として地球温暖化問題に取り組んだ。
2008年、岐阜県に出向し商工労働部長を務めた。出向解除後、経済産業省商務情報政策局商務・サービスグループ生物化学産業課長、経済産業省商務情報政策局商務・サービスグループヘルスケア産業課長などを経て、2017年、経済産業省商務情報政策局商務・サービスグループ政策統括調整官（内閣官房健康・医療戦略室次長兼務）。
2018年、厚生労働省医政局統括調整官に併任され、医療制度改革に携わった。2020年、内閣府大臣官房審議官（科学技術・イノベーション担当）として新型コロナウイルス感染症対策を担当した。
2020年11月、経済産業省退官。2021年1月、岐阜県知事選挙に無所属で出馬するも、次点で落選。
2021年、社会政策課題研究所（岐阜県岐阜市）設立。同研究所所長就任。
2024年8月、古田肇岐阜県知事の6選不出馬表明を受け、正式に岐阜県知事選挙への立候補を表明した。
2024年11月、自民党岐阜県連は、選挙対策委員会で江崎の推薦を決定した。
2025年1月、岐阜県知事選挙にて初当選。

## 人物
- 「人は120歳の大還暦まで生きられる」という持論をもつ。「人生100年時代」に合わせた経済社会システムの構築を提言している。
- 岐阜県庁出向時にリーマン・ショックによる不況で失業したブラジル人労働者の帰国事業を推進。
- 東日本大震災の際に、福島県民の岐阜県への避難受け入れのため関係団体と協議した。被災者の広域避難の先例となった。
- 趣味は学生時代から始めた合気道。六段の師範である。

## 略歴
- 1964年：岐阜県山県郡美山町（現：山県市）生まれ
- 1977年：美山町立乾小学校卒業
- 1980年：美山町立美山南中学校卒業
- 1983年：岐阜県立加納高等学校卒業
- 1989年：東京大学教養学部教養学科第三（国際関係論専攻）卒業
- 1989年：通商産業省入省。通商政策局配属
- 1991年：大蔵省出向。大蔵省証券局総務課
- 1993年：通商産業省産業政策局新規事業振興室
- 1996年：サセックス大学大学院留学
- 1997年：欧州委員会産業総局（DGⅢ）
- 1998年：通商産業省機械情報産業局情報処理振興課
- 2000年：内閣官房内閣内政審議室個人情報保護担当室
- 2001年：経済産業省商務情報政策局情報政策課
- 2003年：経済産業省製造産業局参事官室
- 2004年：経済産業省大臣官房総務課企画官
- 2005年：資源エネルギー庁エネルギー政策企画室長
- 2008年：岐阜県総合企画部次長
- 2009年：岐阜県商工労働部長
- 2012年：経済産業省商務情報政策局商務・サービスグループ生物化学産業課長
- 2015年：経済産業省商務情報政策局商務・サービスグループヘルスケア産業課長
- 2017年：経済産業省商務情報政策局商務・サービスグループ政策統括調整官（命）内閣官房健康・医療戦略室次長
- 2018年：（併）厚生労働省医政局統括調整官
- 2020年：内閣府大臣官房審議官（科学技術・イノベーション担当）
- 2021年：社会政策課題研究所所長
- 2025年：岐阜県知事

## 著作
- 『社会は変えられる：世界が憧れる日本へ』国書刊行会、2018年6月25日。ISBN 978-4336062789